# Рахматабад (дегестан, Рудбар)
Рахматабад (перс. رحمت آباد) — дегестан в Ірані, у бахші Рахматабад-о-Блукат, в шагрестані Рудбар остану Ґілян. За даними перепису 2006 року, його населення становило 4855 осіб, які проживали у складі 1434 сімей.

## Населені пункти
До складу дегестану входять такі населені пункти:
- Анаркуль
- Даре-Махале
- Джаземколь
- Дівраш
- Дівруд
- Естелах-Джан
- Калає
- Катале
- Кашк-Джан
- Кіяабад
- Лісен
- Несфі
- Рудабад
- Сондос
- Фатхкух
- Фішом
- Харашк
- Шагран
- Шір-Кух